# Oonopinus modestus
Oonopinus modestus là một loài nhện trong họ Oonopidae.
Loài này thuộc chi Oonopinus. Oonopinus modestus được Arthur M. Chickering miêu tả năm 1951.